# Peru (Nebraska)
Peru es una ciudad ubicada en el condado de Nemaha en el estado estadounidense de Nebraska. En el Censo de 2010 tenía una población de 865 habitantes y una densidad poblacional de 633,74 personas por km².

## Geografía
Peru se encuentra ubicada en las coordenadas 40°28′43″N 95°43′53″O / 40.47861, -95.73139. Según la Oficina del Censo de los Estados Unidos, Peru tiene una superficie total de 1.36 km², de la cual 1.36 km² corresponden a tierra firme y (0%) 0 km² es agua.

## Demografía
Según el censo de 2010, había 865 personas residiendo en Peru, Nebraska. La densidad de población era de 633,74 hab./km². De los 865 habitantes, Peru estaba compuesto por el 91.79% blancos, el 4.28% eran afroamericanos, el 0.92% eran amerindios, el 0.35% eran asiáticos, el 0% eran isleños del Pacífico, el 1.04% eran de otras razas y el 1.62% pertenecían a dos o más razas. Del total de la población el 3.35% eran hispanos o latinos de cualquier raza.

## Relaciones internacionales
En el año 2011, la ciudad fue elegida por la República del Perú para la campaña "Marca Perú" la cual promueve el orgullo nacional del país. Se filmó en el pueblo con algunas celebridades peruanas, incluyendo la Campeona Mundial de surf Sofía Mulánovich, el tenor Juan Diego Flórez, la nominada al Óscar Magaly Solier, la cantante de huayno Dina Paucar, y entre otros el famoso gastrónomo  Gastón Acurio, los cuales participaron en el rodaje del comercial-documental. Páucar, vestida con un traje típico peruano, guía a una llama por las calles; comida peruana como el célebre ceviche, y el refresco peruano Inca Kola fueron servidos en un festival gastronómico en las calles del pueblo; el equipo peruano de surf incitó a "surfear" en olas artificiales en el estacionamiento del Peru State College; y además pintaron la tilde de la "u" final de la palabra 'Peru' en el tanque de agua de la entrada al pueblo.